# Antonio Gallego Abril
Antonio Gallego Abril fue un militar español que luchó en la Guerra civil española a favor de la República.

## Biografía
Con una larga carrera militar, fue sargento desde 1917, ascendido a teniente en 1926, y ascendido a capitán en 1930. En julio de 1936 estaba retirado del servicio y residía en Madrid.
A finales de 1936 era comandante, con el mando sobre el Batallón del servicio de guerra química. A mediados de 1937 (en el mes de junio o finales de abril) sustituye al también comandante Enrique García Moreno como jefe de la 80.ª Brigada Mixta, siendo trasladado el 12 de junio de ese año a la 73.ª Brigada Mixta, mando que perdería a finales de ese mismo año.
En la fase final de la guerra, en octubre de 1938, fue condenado por negligencia y sentenciado a un año y seis meses de internamiento en un campo de trabajo.